# Késő jura

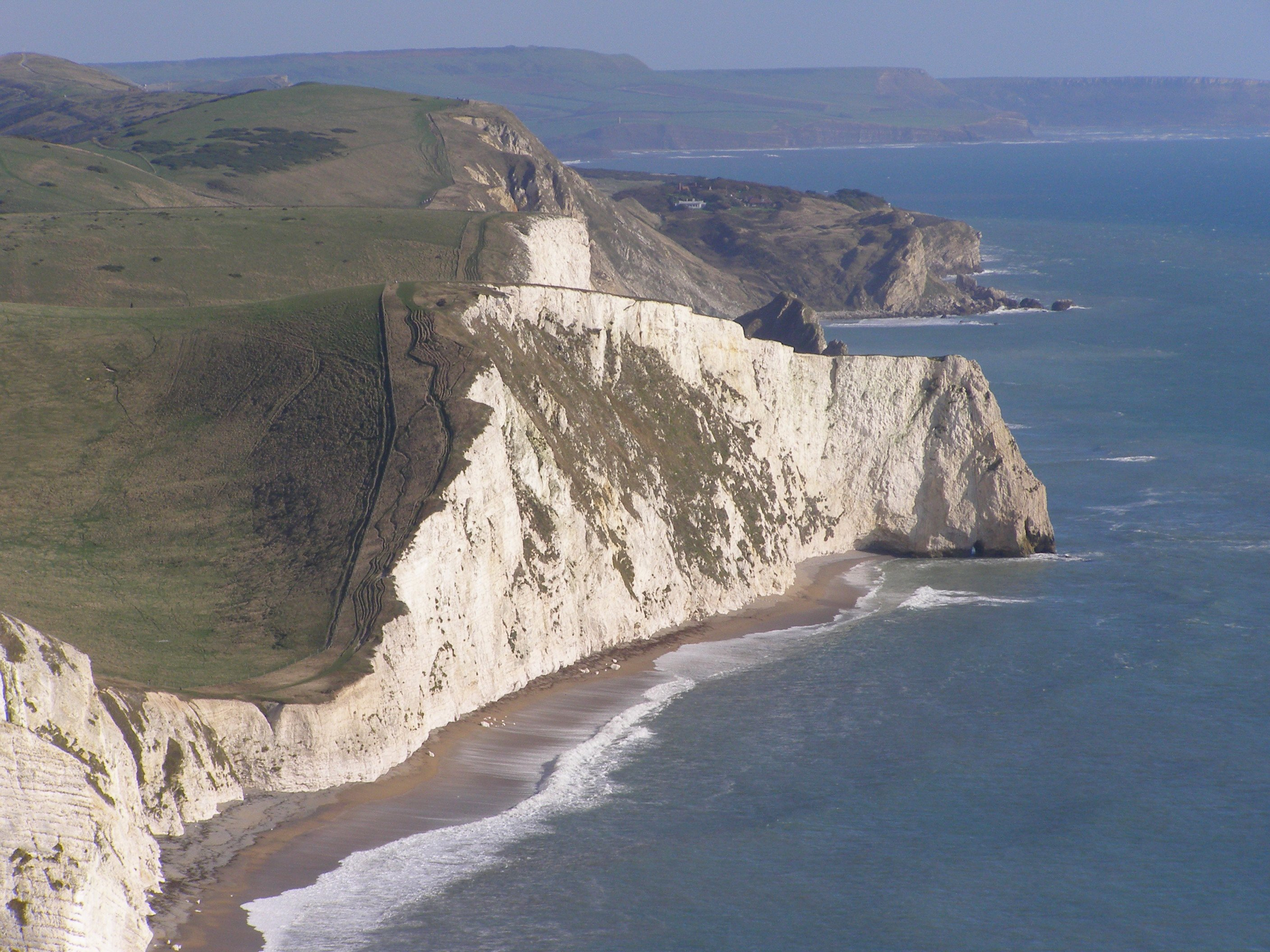
Késő jura kori fehér mészkő sziklák Bat's Headnél, Dorsetben, Angliában

A késő jura vagy malm (a kőzetrétegtani felosztásban felső jura) földtörténeti kor, a jura időszak három kora közül az utolsó. A késő jura 163,5 ± 0,1 millió évvel ezelőtt (Ma) kezdődött a középső jura után és ~145,0 Ma végződött, a kréta időszak előtt.

## Tagolása
A késő jurát három korszakra, illetve faunális szakaszra osztják a Nemzetközi Rétegtani Bizottság (International Commission on Stratigraphy, ICS) adatai alapján (az időben újabbtól a régebbi korszakig):
- Tithon korszak: 152,1 ± 0,9 – ~145,0 Ma
- Kimmeridge-i korszak: 157,3 ± 1,0 – 152,1 ± 0,9 Ma
- Oxfordi korszak: 163,5 ± 1,0 – 157,3 ± 1,0 Ma